# Кай Трамп
Кай Медісон Трамп (англ. Kai Madison Trump; нар. 12 травня 2007, Нью-Йорк, США) — дочка Дональда Трампа-молодшого та Ванесси Хейдон, онука Дональда Трампа, 45-го президента США та чинного президента. Вона одержала загальнонаціональну популярність після виступу на національному з’їзді Республіканської партії 2024 року на підтримку свого дідуся, ставши згодом популярною особистістю соціальних мереж.

## Раннє життя та освіта
Кай Медісон Трамп народилася 12 травня 2007 року в Нью-Йорку. Вона є першою дитиною Дональда Трампа-молодшого та Ванесси Гейдон, а також першою онукою Дональда Трампа. Її нібито назвали на честь її прадіда, данського джазового музиканта Кая Еванса. Кай — чоловіче ім'я данською мовою. Вона — найстарша з п'яти братів і сестер. Вона відвідує школу Бенджаміна в окрузі Палм-Біч, штат Флорида, і, як очікується, закінчить її в 2026 році.
У серпні 2024 року вона усно пообіцяла вступити до Університету Маямі, щоб грати в колегіальний гольф як вступник 2026 року.

## Діяльність

### Гольф
Трамп — гольфістка-любитель, визнана своїми досягненнями та потенціалом у цьому виді спорту. Вона почала грати в гольф у віці чотирьох років, маючи доступ до елітних закладів і наставництва.
У школі Бенджаміна в Палм-Біч, штат Флорида, вона стала капітаном університетської команди з гольфу на другому курсі, привівши команду до кількох регіональних чемпіонатів і чемпіонатів конференцій. Серед її особистих нагород — перемога на жіночому клубному чемпіонаті 2022 року та жіночому клубному чемпіонаті 2024 року в «Trump International Palm Beach», де вона зафіксувала змагальний гандикап +0,5. Незважаючи на те, що вона все ще була любителем, вона отримала спонсорську підтримку від «Callaway».
У вільний час вона часто грає в гольф зі своїм дідусем, колишнім і обраним президентом, Дональдом Трампом, часто приєднуючись до нього на його приватних полях.

### Політика
Трамп виступила з промовою на національному з’їзді Республіканської партії в Мілвокі в 2024 році, зосередившись на своїх стосунках з дідусем. У промові вона охарактеризувала свого дідуся як «звичайного дідуся» і назвала його джерелом натхнення. Джон Малхолланд назвав промову «частиною політично прорахованого перетворення» та назвав Кай Трамп «останнім новобранцем культу сім'ї Трампа», тоді як Ван Джонс сказав, що «онучка вийшла та відкрила наші серця» та сказав, що Кай Трамп зробила хорошу роботу, олюднивши Дональда Трампа та зробивши його привабливим. Сама Трамп сказала, що не зацікавлена балотуватися на державні посади, сказавши, що «я просто тримаюся осторонь цього і зосереджуюсь на гольфі».

### Соціальні мережі
Після свого виступу на з'їзді, у липні 2024 року, Трамп привернула значну увагу: кількість підписників на її обліковий запис в Instagram зросла зі 125 до 185 тисяч менш ніж за 24 години, а до кінця липня за обліковим записом стежили понад 333 тис. підписників.
Трамп привернула значну увагу за трансляцію святкування перемоги Дональда Трампа на президентських виборах у Сполучених Штатах у 2024 році та за заяву про те, що Ілон Маск «отримав статус дядька» 10 листопада після його розширеної підтримки кампанії та кандидатури Дональда Трампа. Станом на 2 грудня 2024 року канал Трамп на YouTube мав 561 000 підписників, а її обліковий запис у TikTok мав майже 1,3 мільйона підписників. Після виборів її назвали потенційно важливим фактором впливу на підвищення популярності Дональда Трампа серед молодих жінок, а також як потужного союзника в соціальних мережах.